# Lastman (bande dessinée)
Pour les articles homonymes, voir Lastman.
Lastman est une bande dessinée française scénarisée par Bastien Vivès et Balak et dessinée par Bastien Vivès et Michaël Sanlaville, dont les douze tomes sont publiés entre mars 2013 et novembre 2019 par Casterman dans la collection KSTЯ.
En 2016, une série d'animation du même nom racontant la genèse du personnage principal est diffusée sur France 4, puis sur Netflix en 2018.

## Synopsis
Dans la Vallée des Rois, monde où la magie est une réalité connue, on prépare le grand tournoi annuel, parrainé par le roi et la reine. Après avoir travaillé toute l'année à l'école de combat de Maître Jansen, le jeune Adrian Velba va enfin pouvoir participer lui aussi. Malheureusement, le partenaire d'Adrian tombe subitement malade et fait défection. Comme il s'agit d'un tournoi en duo, le jeune garçon se trouve contraint d'abandonner son rêve... à moins que Richard Aldana, grand costaud aux manières rudes sorti de nulle part, ne vienne s'allier in extremis à Adrian. 
Alors que l'histoire d'Adrian constitue le premier cycle de Lastman, formé par les six premiers tomes de la série, les six tomes suivants sont centrés autour du personnage d'Elorna et des interactions entre les deux mondes.

## Présentation

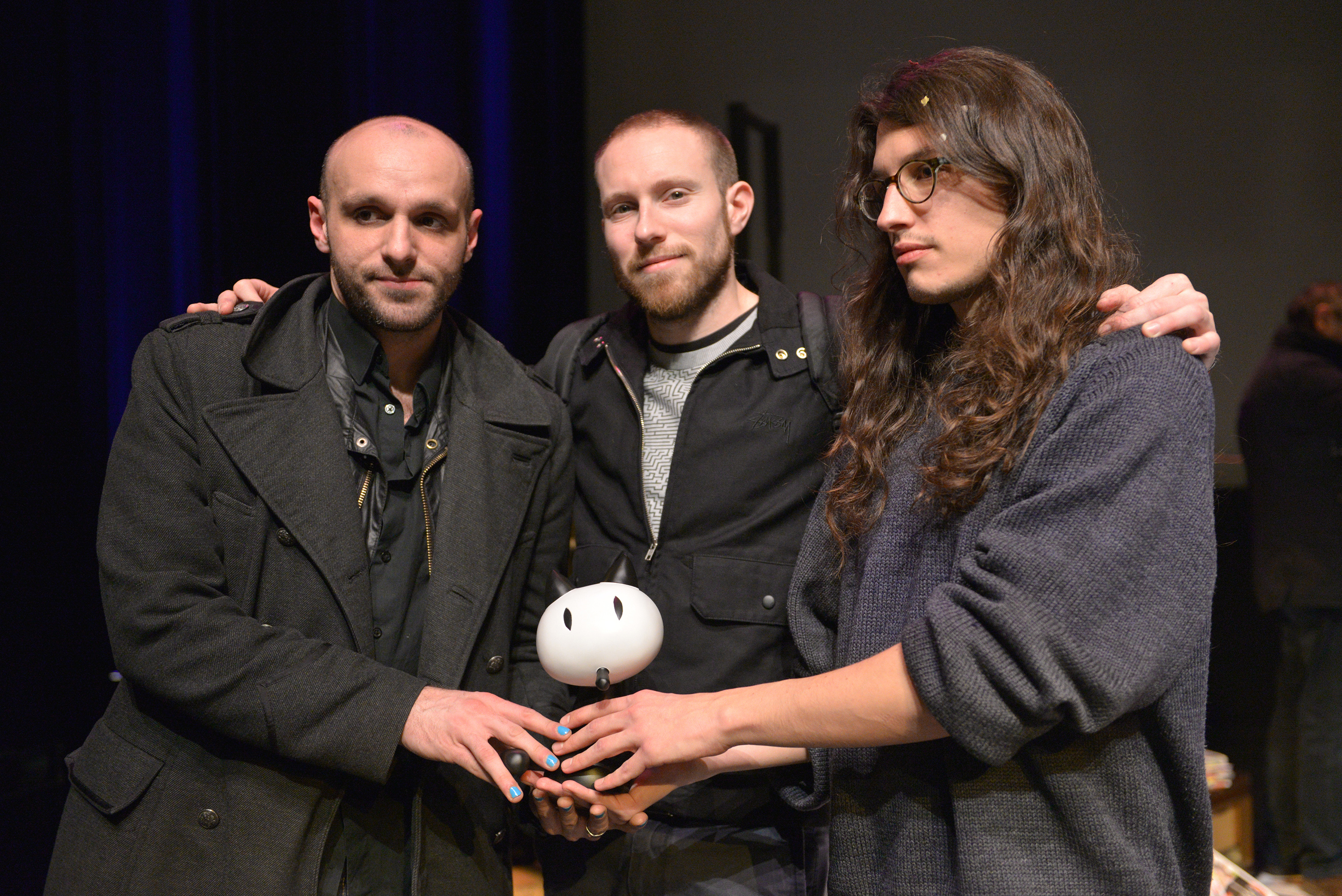
Les co-auteurs de la série, Balak, Michaël Sanlaville et Bastien Vivès avec le Fauve de la Série au Festival International de la BD d'Angoulême 2015.

La série est initialement pré-publiée sur delitoon.com, site web gratuit de publication de bandes dessinées numérique. Elle est décrite comme un « manga à la française », par Bastien Vivès : « on utilise le format et certains codes du manga mais on ne s'amuse pas à singer la culture japonaise », qui cite comme autres influences les films d'animation Disney et les blockbusters des années 1980-1990, dont ceux de Steven Spielberg.
Pour tenir le rythme de parution soutenu de vingt planches par semaine, les auteurs se répartissent le travail de manière précise : « Bastien [Vivès] imagine les grandes lignes de l'histoire, les intentions des personnages, la manière dont l'action va évoluer, puis en discute avec les deux autres ; Balak s'occupe de la mise en scène, découpe l'album en épisodes, à la manière d'une saison de série télévisée [...] Enfin, Michaël [Sanlaville] dessine avec Bastien vingt planches hebdomadaires, et chacun repasse ensuite sur les pages de l'autre ». 
Le rythme de narration est calé sur celui des séries télévisées : « On essaie de coller au rythme de séries TV produites et diffusées vraiment vite, comme l'adaptation TV de The Walking Dead ou Game of Thrones. Et sur ce point, on doit largement saluer Balak, qui scénarise et storyboarde rapidement sans jamais perdre en qualité »
Le premier cycle de Lastman, traitant de l'arrivée de Richard Aldana dans la Vallée des Rois et son retour à Paxtown, s'est conclu au bout des six premiers tomes. Le deuxième cycle, qui suit les personnages de Richard, Adrian et Elorna, s'achève lui aussi à la fin de six tomes au bout de quatre ans, signant la fin de la série sur un total de douze tomes,.

## Liste des volumes
- Tome 1, 13 mars 2013  (ISBN 978-2-203-04773-0)
  - Tome 1 - Nouvelle édition, 26 janvier 2022  (ISBN 2203239727)
- Tome 2, 12 juin 2013  (ISBN 978-2-203-06880-3)
  - Tome 2 - Nouvelle édition, 26 janvier 2022  (ISBN 2203239751)
- Tome 3, 6 novembre 2013  (ISBN 978-2-203-07404-0)
  - Tome 3 - Édition deluxe, 6 novembre 2013  (ISBN 978-2-203-07941-0)
  - Tome 3 - Nouvelle édition, 11 mai 2022  (ISBN 2203239786)
- Tome 4, 19 mars 2014  (ISBN 978-2-203-07848-2)
  - Tome 4 - Nouvelle édition, 11 mai 2022  (ISBN 220323976X)
- Tome 5, 25 juin 2014  (ISBN 978-2-203-07849-9)
- Tome 6, 29 octobre 2014  (ISBN 978-2-203-08359-2)
- Tome 7, 26 août 2015  (ISBN 978-2-203-09094-1)
- Tome 8, 20 janvier 2016  (ISBN 978-2-203-09095-8)
- Tome 9, 26 octobre 2016  (ISBN 978-2-203-10285-9)
- Tome 10, 23 août 2017  (ISBN 978-2-203-12620-6)
- Tome 11, 7 novembre 2018  (ISBN 978-2-203-15798-9)
- Tome 12, 20 novembre 2019  (ISBN 978-2-203-18611-8)

### Hors-série
- Sexy Sirène, mars 2014  (ISBN 978-2-203-07850-5)
- Un spin-off intitulé Lastman Stories - Soir de match  (ISBN 978-2203121966) est publié en janvier 2018 avec Alexis Bacci comme co-auteur avec Bastien Vivès. Il se déroule entre le dessin animé et la bande dessinée et suit le personnage de H en personnage principal. Le tome est un one-shot de 201 pages, mais pourra éventuellement être suivi par d'autres histoires selon l'accueil du public. Il reçoit un prix Daruma du jury à la Japan Expo 2019 pour le prix du meilleur manga international[10].

## Critiques
La série reçoit des critiques partagées de la presse généraliste et spécialisée. Du9, qui considère que l'œuvre est une réussite sur le plan formel, notamment grâce au « charme des personnages féminins typiques de Vivès, dont la beauté n'est parfois soulignée que par quelques traits », juge cependant qu'« il paraît peu probable que la série déclenche l'adhésion massive de lecteurs enfants ou pré-adolescents », les auteurs s'adressant « plutôt à des jeunes adultes ou, plus probablement, à des geeks, nostalgiques des séries japonaises et/ou sensibles au « fan service » ». Télérama estime « le récit efficace et amusant, clairement inspiré de Dragon Ball d'Akira Toriyama ». Le Huffington Post note que « Vivès installe les codes classiques du manga de tournoi d'arts martiaux mais pour mieux les brutaliser avec son Aldana rustre et sans honneur ».
La série a connu un certain succès en Europe avec près de 100 000 volumes vendus à l'étranger, notamment en Italie, Espagne et Allemagne. 10 000 volumes seront distribués aux États-Unis en mars 2015.

## Adaptations

### Série télévisée d'animation
Une adaptation en dessin animé, préquelle de la bande dessinée, est produite grâce à une campagne de crowdfunding réussie à l'été 2016. Les épisodes ont tous été diffusés sur France 4, les mardis soir, du 22 novembre au 14 décembre 2016. Le 1er juillet 2018, Netflix propose en France l'intégrale de la 1re saison.
Devant le succès de cette adaptation, une seconde saison de 6 épisodes, intitulée Lastman Heroes est annoncée pour 2021, finalement diffusée en 2022 sur France.tv Slash après une avant-première au Festival d'Angoulème.

### Jeu vidéo
Un jeu vidéo, LASTFIGHT, développé par l'éditeur indépendant Piranaking, est sorti le 19 mai 2016 sur PC et le 20 septembre 2016 sur consoles,.

## Expositions
- Lastman : universe au Festival d'Angoulême 2016. Exposition interactive[18]. Production 9eArt+ / Casterman, Commissariat : Thomas Mourier, Scénographie : Élodie Descoubes[19]

## Distinctions

### Nominations
- 2014
  - Finaliste du Prix de la BD Fnac[20]
  - 41e festival international de la bande dessinée d'Angoulême, sélection officielle (tome 1)

### Récompenses
- 2015
  - Prix de la série au 42e festival international de la bande dessinée d'Angoulême
  - Prix de la meilleure série au  festival italien Lucca Comics and Games, ex aequo avec Il était une fois en France de Fabien Nury (scénario) et Sylvain Vallée (dessin) [21]
- 2019: Prix Daruma du meilleur manga international (prix du jury) à la Japan Expo[22].

### Documentation
- Paul Giner, « Lastman, t. 12 : un dernier pour la rouste », Casemate, no 130,‎ novembre 2019, p. 70.
- Balak (int.), Bastien Vivès (int.) et Frédéric Bosser, « Lastman, l'art de la bagarre », dBD, no 139,‎ décembre 2019 - janvier 2020, p. 36-41.
- Philippe Peter, « Lastman, t. 12 : la fin du premier homme », dBD, no 139,‎ décembre 2019 - janvier 2020, p. 105.